# Havelská ulička
Havelská ulička na Starém Městě v Praze spojuje ulice Havelská a Rytířská. Je to krátká ulice mezi budovou Městské spořitelny a
klášterem karmelitánů s kostelem svatého Havla. Podle kostela svatého Havla dostala název v 18. století (úředně v roce 1906), do té doby byla součást Nového tržiště (Havelský trh).

## Budovy, firmy a instituce
- Klášter karmelitánů s kostelem svatého Havla - Havelská ulička 1, Rytířská 31, Železná 24[3]
- Městská spořitelna pražská v Rytířské ulici - Havelská ulička 2, Havelská 22, Rytířská 29[4]